# Жан Ангулемский
О короле Франции Жане Добром см. Иоанн II (король Франции)
Жан Орлеанский (фр. Jean d'Orléans, comte d'Angoulême), также Жан III Добрый (26 июня 1399, Королевство Франция — 30 апреля 1467, Коньяк) — граф Ангулема с 23 ноября 1407 года. Младший сын герцога Орлеанского Людовика I и его жены Валентины Висконти, внук французского короля Карла V Мудрого. Младший брат известного поэта — герцога Орлеанского Карла и дед короля Франции Франциска I.

## Биография
О Жане известно немногое. После убийства его отца в 1407 году он получил титул графа Ангулема. Взят в плен англичанами в 1412 году и был выпущен лишь в 1444 году. Чтобы заплатить выкуп, ему пришлось продать часть своих владений.
В 1451 году под началом своего единокровного брата, Жана Дюнуа, участвовал в освобождении Гиени от англичан.
«Добрый граф Жан» умер 30 апреля 1467 года в городке Коньяк. Похоронен в Ангулемском соборе. В 1876 году рядом с собором был установлен памятник графу.

## Жена и дети
31 августа 1449 года женился на Маргарите де Роган (1412—1497), дочери виконта Рогана Алена IX. У них было трое детей:
- Людовик (1455—1458)
- Карл (1459—1496), следующий граф Ангулемский, отец короля Франции Франциска I.
- Жанна (1462—1520), замужем за Карлом, графом Тайбура.

У графа также был незаконнорожденный сын Жан, бастард Ангулемский.